# 韋塞利夫卡 (特諾皮爾州)
50°8′17″N 25°46′25″E / 50.13806°N 25.77361°E
韋塞利夫卡（羅馬化：Veselivka）是烏克蘭的村落，位於該國西部捷爾諾波爾州，由克列梅涅茨區負責管轄，始建於1481年，面積1.32平方公里，2024年人口301，人口密度每平方公里327.8人。